# 小北河镇
小北河镇，是中华人民共和国辽宁省辽阳市辽阳县下辖的一个乡镇级行政单位。

## 行政区划
小北河镇下辖以下地区：
小北河村、三龙湾村、蒲河村、将军房村、杏树坨村、淤泥湖村、马家堡村、相家坨村、郭家村、三棵树村、房身泡村、高台子村、通气湾村、长沟沿村、兴胜台村、前铺村、小林子村、西月河村、东月河村和树林子村。